# Persea humilis
Persea humilis là loài thực vật có hoa trong họ Nguyệt quế. Loài này được Nash miêu tả khoa học đầu tiên năm 1895.